# Nicole Gius
Nicole Gius (Silandro, 16 novembre 1980) è un'ex sciatrice alpina italiana.

## Biografia

### Stagioni 1996-2000
Originaria di Stelvio, Nicole Gius era un'atleta dal fisico minuto e specialista delle gare tecniche. Esordì nel Circo bianco il 10 dicembre 1995 disputando una gara FIS a Piancavallo, in Italia, dove giunse 15ª in slalom speciale; nelle medesime località e specialità debuttò in Coppa Europa il 7 dicembre 1997, classificandosi 33ª.
Il 15 dicembre 1997 ottenne a Sankt Sebastian in slalom gigante il suo primo podio in Coppa Europa (3ª) e il 6 gennaio 1998 a Bormio, in Italia, partecipò per la prima volta a una gara di Coppa del Mondo, uno slalom gigante, non riuscendo a qualificarsi per la seconda manche; partecipò nello stesso anno ai Mondiali juniores di Megève, in Francia, ottenendo come miglior risultato il 6º posto nello slalom gigante, piazzamento ripetuto – ma in slalom speciale – nelle successive rassegne iridate giovanili del 1999 e del 2000. In quel periodo esordì anche ai Campionati mondiali: a Vail/Beaver Creek 1999 fu 22ª nello slalom speciale e non concluse lo slalom gigante.

### Stagioni 2001-2009
Ai Mondiali di Sankt Anton am Arlberg 2001 fu 26ª nello slalom speciale, mentre l'anno dopo esordì ai Giochi olimpici invernali: a Salt Lake City 2002 si classificò 19ª nello slalom gigante e 10ª nello slalom speciale. Conquistò il primo podio in Coppa del Mondo il 29 dicembre 2002, quando fu 3ª sul tracciato austriaco di Semmering piazzandosi dietro alla fuoriclasse croata Janica Kostelić e alla francese Christel Pascal. Nella stessa stagione ai Mondiali di Sankt Moritz fu 23ª nello slalom speciale.
Nel 2005 venne convocata per i Mondiali di Bormio/Santa Caterina Valfurva, dove giunse 22ª nello slalom gigante e 14ª nello slalom speciale; ai successivi Mondiali di Åre 2007 concluse 20ª nello slalom gigante e 12ª nello slalom speciale. Il 4 gennaio 2009 conquistò l'ultimo podio in Coppa del Mondo classificandosi 2ª nello slalom speciale di Zagabria Sljeme, in Croazia, dietro alla tedesca Maria Riesch. Nella stessa stagione, ai Mondiali di Val-d'Isère, concluse 5ª nello slalom speciale e non completò lo slalom gigante.

### Stagioni 2010-2013
Il 19 dicembre 2009 ottenne a Pozza di Fassa in slalom speciale il suo ultimo podio in Coppa Europa (2ª) e ai successivi XXI Giochi olimpici invernali di Vancouver 2010, sua ultima presenza olimpica, si classificò 20ª nello slalom gigante e 8ª nello slalom speciale), mentre nella stagione successiva prese il via per l'ultima volta a una rassegna iridata: a Garmisch-Partenkirchen 2011 fu 20ª nello slalom speciale.
Prese per l'ultima volta il via in Coppa del Mondo nello slalom speciale di Zagabria Sljeme del 4 gennaio 2013, che non completò, e si ritirò dalle competizioni al termine di quella stessa stagione 2012-2013; la sua ultima gara fu lo slalom gigante dei Campionati italiani 2013, il 20 marzo a Pozza di Fassa, che non portò a termine.

## Palmarès

### Coppa del Mondo
- Miglior piazzamento in classifica generale: 21ª nel 2003
- 4 podi:
  - 2 secondi posti
  - 2 terzi posti

#### Coppa del Mondo - gare a squadre
- 1 podio:
  - 1 vittoria

### Coppa Europa
- Miglior piazzamento in classifica generale: 23ª nel 1999
- 5 podi:
  - 3 secondi posti
  - 2 terzi posti

### Nor-Am Cup
- Miglior piazzamento in classifica generale: 41ª nel 2000
- 1 podio:
  - 1 terzo posto

### Campionati italiani
- 10 medaglie[1]:
  - 7 ori (slalom speciale nel 1999; slalom speciale nel 2003; slalom speciale nel 2004; slalom speciale nel 2005; slalom speciale nel 2007; slalom speciale nel 2008; slalom speciale nel 2009)
  - 3 argenti (slalom gigante nel 2005; slalom speciale nel 2010; slalom speciale nel 2013)